# 旧中国反动政府制宪丑史
《旧中国反动政府制宪丑史》是张晋藩教授和杨堪、鲁柏在1955年编写的一部史学著作，由通俗读物出版社出版。

## 内容
这部著作以嬉笑谩骂的口吻概述了北洋政府和国民政府制宪的历史，书中声称揭示了“反动政府的宪政民主是欺骗人民的伎俩，只有在伟大光荣正确的中国共产党的领导下，中国人民才能制定一部反映自己意志的民主宪法”。这部著作同时评价了国民大会堂，认为这个大会堂是下等剧院，是丑恶的地方。